# گورستان و امامزاده دوازده امام
قبرستان و امامزاده دوازده امام مربوط به دوره زند تا دوره پهلوی است و در شهرستان ممسنی، بخش مرکزی، دهستان فهلیان، ۱ کیلومتری جنوب غرب روستای فهلیان علیا واقع شده و این اثر در تاریخ ۳۰ بهمن ۱۳۸۶ با شمارهٔ ثبت ۲۰۷۸۱ به‌عنوان یکی از آثار ملی ایران به ثبت رسیده است.